# Joub Wiertz
Henri Louis (Joub) Wiertz (Amsterdam, 7 augustus 1893 – Hardenberg, 9 december 1966) was een Nederlandse kunstschilder. Hij was werkzaam als wandschilder, aquarellist, schilder en tekenaar.

## Biografie
Henri Louis Wiertz (Amsterdam 7 augustus 1893 – Hardenberg 9-12-1966) was een Nederlandse kunstschilder. Als autodidact bekwaamde hij zichzelf in verschillende technieken zoals olieverf, waterverf, aquarel, linoleum- en houtsneden, potlood- en pentekeningen. Zijn vroege werk is hoofdzakelijk figuratief, terwijl zijn latere werk gekenmerkt wordt door krachtige en ruwe penseelstreken met het paletmes. Botters, bomen, bloemen, naakten en steden zijn – naast landschappen – veel voorkomende onderwerpen. Met een scherp oog voor stromingen en trends waagt hij zich ook aan abstracte kunstwerken. 
Deze veelzijdig kunstenaar gaf ook teken- en schilderlessen. Hij was bovendien betrokken bij de inrichting van grote tentoonstellingen, hij hield zich bezig met (licht)reclame en hij ontwierp glas-in-loodramen. Joub maakte ook meerdere muurschilderingen in openbare gebouwen met een door hemzelf ontwikkelde schildertechniek met gekleurd cement. Helaas zijn al die muurschilderingen, zoals in kantoor van de Nederlandsche Handel-Maatschappij in Zwolle en de Grafisch Lyceum Utrecht, verdwenen. 
Joub was bepaald niet plaatsgebonden. Hij woonde onder meer in Amstelveen, Eemnes, Blaricum, Assen, Groningen, Amsterdam en Hilversum om zich in 1935 voor langere tijd in Amsterdam te vestigen. Voordat hij rond 1949 naar Ommen vertrekt, is hij binnen Amsterdam al 10 keer verhuisd. 
In 1923 nemen Joub Wiertz, Lou Loeber, Henri Braakensiek en Maurits de Groot samen deel aan een tentoonstelling in Assen. In dat jaar maakt Joub een aantal linoleumsneden met socialistische thema’s met namen als ‘Kracht, Licht en Reinheid’, ’Smart en Loutering’, ‘Gesluierde Vrouw met Kind’ en ‘Ridder te Paard’. Hij draagt deze in de signatuur op aan ‘L.L.’, wetend dat Lou Loeber een overtuigd en actief socialist is. Een gedeelte van deze werken bevindt zich in de collectie van het Rijksmuseum Amsterdam. In dezelfde collectie bevindt zich eveneens een portret van Joub Wiertz, in potlood getekend door Lou Loeber.  
In 1932 is Joub betrokken bij de oprichting van de ‘Onafhankelijke Hilversumsche Kunstenaarsgroep’. Deze groep, bestaande uit Job van Erpen, Theo Rueter, Toon Rädecker, Maurits de Groot, Henri Braakensiek en Lou Loeber, splitste zich af van de Vereniging van Beeldende Kunstenaars Hilversum omdat die geen lid was van de ‘Nederlandsche Federatie van Kunstenaarsvereenigingen’.  
In het begin van de Tweede Wereldoorlog richten Joub en Freek van den Berg samen de kunstenaarsgroep ‘de Schakel’ op, met als doel ‘het gezamenlijk organiseren van tentoonstellingen en de daar getoonde werken te verkopen’. In Nederland is door de oorlogssituatie de vraag naar schilderijen namelijk drastisch afgenomen. Deze groep, met kunstenaars als Henk Broer, Daan Bout, Joh. van Deventer, Rieks Eling, Wim van Eck, Jaap Habold, Elbert Hooijberg, Henk Heyens, Toon Pluymers, Daan Schijffelen en Rie Weber, maakte zich niet geliefd bij de vakgenoten van bijvoorbeeld ‘de Onafhankelijken’ omdat hun schilderijen via een Duitse kunsthandelaar in Duitsland werden verkocht.
Tijdens de oorlog neemt Joub een aantal dubieuze beslissingen om zijn hoofd boven water te houden. Als de kansen voor de Duitsers keren, profileert Joub zich als verzetsman en krijgt hij een functie bij de Politieke Recherche Afdeling. Nadat zijn twijfelachtige rol in de oorlog is ontdekt, wordt hij door het Militair Gezag veroordeeld als Politiek delinquent. 
Van 1932 tot 1944 aangesloten bij de kunstenaarsvereniging ‘de Onafhankelijken’, exposeert Joub maar liefst 16 keer in het Stedelijk Museum Amsterdam; maar ook in het Rijksmuseum Amsterdam en in het Van Abbemuseum in Eindhoven. 
Behalve een veelzijdig kunstenaar was Joub ook een grenzeloze fantast. Met genoegen liet hij door verslaggevers optekenen dat hij in onder meer in Londen en München had gestudeerd en dat hij behalve kunstschilder ook ingenieur, architect en inspecteur bij de spoorwegen van Congo is geweest. Maar dat is allemaal volledig aan zijn fantasie ontsproten, evenals zijn spectaculaire reizen door Rusland, China, Japan, Canada en de Verenigde Staten.
Na de Tweede Wereldoorlog vertrekt Joub van Amsterdam naar Ommen waar zijn derde vrouw een rusthuis bestiert in de villa ‘Hei en Dennen’. Op 9 december 1966 overlijdt Joub Wiertz in het ziekenhuis van Hardenberg als gevolg van een auto-ongeluk dat begin november in de buurt van Balkbrug plaatsvond. 
Werken van Joub Wiertz bevinden zich o.m. in de collecties van: 
- Het Rijksmuseum in Amsterdam,
- Het Stedelijk Museum in Amsterdam,
- Collectie Drents Museum Assen,
- HCO/Collectie Gemeente Zwolle,
- Joods Cultureel Kwartier Amsterdam.[2]

## Afbeeldingen

- Biografisch Portaal: 06162042
- Nederlandse Thesaurus van Auteursnamen: 07273616X
- RKD-Nederlands Instituut voor Kunstgeschiedenis: 84245
- Virtual International Authority File: 286852578